# Przewodowo Poduchowne
Przewodowo Poduchowne – wieś w Polsce położona w województwie mazowieckim, w powiecie pułtuskim, w gminie Gzy. Ma status sołectwa.
Wieś duchowna Przewodowo położona była w drugiej połowie XVI wieku w  ziemi zakroczymskiej województwa mazowieckiego. W 1785 roku wchodziła w skład klucza przewodowskiego biskupstwa płockiego. W latach 1975–1998 miejscowość administracyjnie należała do województwa ciechanowskiego.
Siedziba parafii rzymskokatolickiej św. Rocha. Murowany kościół pw. św. Anny wybudowany w II połowie XIX w.
We wsi znajduje się Publiczna Szkoła Podstawowa im. Przyjaźni Polsko-Węgierskiej.